# Seed Enterprise Investment Scheme
Das Seed Enterprise Investment Scheme (SEIS) ist ein seit 6. April 2012 bestehendes Wirtschaftsförderprogramm der britischen Regierung.
Hierbei erhält ein Investor, der im Rahmen dieses Programms bis zu 100.000£ in ein SEIS-qualifiziertes Unternehmen investiert (gemeint sind damit echte Beteiligungen und keine Darlehen) 50 % der investierten Summe als Gutschrift auf die Einkommensteuer. Zudem sind die Kapitalerträge, die der Investor aus einem Investment unter dem SEIS-Scheme erwirtschaftet, von der Kapitalertragsteuer befreit.

## Bedingungen
Es besteht ein vielfältiges Regelwerk für die Inanspruchnahme der Förderung. Einige der Regeln sind im Folgenden aufgeführt.

### Das Unternehmen darf nicht
- mehr als insgesamt 150.000 £ an Investitionen erhalten
- mehr als insgesamt 25 Angestellte beschäftigen
- mehr als 200.000 £ Vermögen besitzen, bevor in sie investiert wird
- länger als 2 Jahre amtlich eingetragen sein

### Der Investor darf nicht
- Angestellter der Firma sein (Direktoren ausgenommen)
- Mehr als 30 % der Anteile halten

Die Investition muss zudem vollständig in Form von Geld erfolgen und der Investor muss seine Anteile für mindestens 3 Jahre halten.

## Folgen
Laut einer von der Business Angels Association gemeinsam mit der Beratungsgesellschaft Deloitte Ende 2013 durchgeführte Studie wurde die Finanzierung junger Unternehmen durch diese Fördermaßnahme positiv beeinflusst. Mehr als 70 % der befragten Business Angels hatten angegeben, dass SEIS bzw. das ältere Förderprogramm EIS ausschlaggebend für neue Investitionen in Start-ups waren.